# プロスペクト理論
プロスペクト理論（プロスペクトりろん、英: prospect theory）は、不確実性下における意思決定モデルの一つ。選択の結果得られる利益もしくは被る損害および、それら確率が既知の状況下において、人がどのような選択をするか記述するモデルである。
行動経済学における代表的な成果としてよく知られている。
期待効用仮説に対して、心理学に基づく現実的な理論として、1979年にダニエル・カーネマンとエイモス・トベルスキーによって展開された。カーネマンは2002年、ノーベル経済学賞を受賞している。

## 概要
プロスペクト理論は、たとえばファイナンスにおける意思決定などにおいて、人々が既知の確率を伴う選択肢の間でどのように意思決定をするかを記述する。期待効用理論のアノマリーを克服する理論として作成された。「プロスペクト（prospect）」という語は「期待、予想、見通し」といった意味を持ち、その元々の由来は宝くじである。期待効用理論の「期待（expectation）」という語に替わるものとして名前に選ばれた。
行動経済学における最も代表的な理論の一つとして知られており、そのモデルは記述的（descriptive）である。規範的（canonical）モデルと異なり、最適解を求めることよりも、現実の選択がどのように行われているかをモデル化することを目指すものである。個人が損失と利得をどのように評価するのかを、実験などで観察された経験的事実から出発して記述する理論である。
プロスペクト理論では、二種類の認知バイアスを取り入れている。
一つは、「確率に対する人の反応が線形でない」というものである。これは、期待効用理論のアノマリーで「アレのパラドクス」としてよく知られている。もう一つは、「人は富そのものでなく、富の変化量から効用を得る」というものである。これと同様のことを、ハリー・マーコウィッツは1952年に指摘している。

## 実験
プロスペクト理論の元となった実験は、カーネマンが「一つだけの質問による心理学（psychology of single questions）」と呼ぶ手法による。この手法は、心理学者のウォルター・ミシェルが用いた方法を参考にしたものである。
例えば、以下の二つの質問について考えてみよう。
- 質問1:あなたの目の前に、以下の二つの選択肢が提示されたものとする。

1. 選択肢A:100万円が無条件で手に入る。
2. 選択肢B:コインを投げ、表が出たら200万円が手に入るが、裏が出たら何も手に入らない。

- 質問2:あなたは200万円の負債を抱えているものとする。そのとき、同様に以下の二つの選択肢が提示されたものとする。

1. 選択肢A:無条件で負債が100万円減額され、負債総額が100万円となる。
2. 選択肢B:コインを投げ、表が出たら支払いが全額免除されるが、裏が出たら負債総額は変わらない。

質問1は、どちらの選択肢も手に入る金額の期待値は100万円と同額である。にもかかわらず、一般的には、堅実性の高い「選択肢A」を選ぶ人の方が圧倒的に多いとされている。
質問2も両者の期待値は−100万円と同額である。安易に考えれば、質問1で「選択肢A」を選んだ人ならば、質問2でも堅実的な「選択肢A」を選ぶだろうと推測される。しかし、質問1で「選択肢A」を選んだほぼすべての者が、質問2ではギャンブル性の高い「選択肢B」を選ぶことが実証されている。
この一連の結果が意味することは、人間は目の前に利益があると、利益が手に入らないというリスクの回避を優先し、損失を目の前にすると、損失そのものを回避しようとする傾向（損失回避性）があるということである。
質問1の場合は、「50 %の確率で何も手に入らない」というリスクを回避し、「100 %の確率で確実に100万円を手に入れよう」としていると考えられる。また、質問2の場合は、「100 %の確率で確実に100万円を支払う」という損失を回避し、「50 %の確率で支払いを免除されよう」としていると考えられる。

## 説明
上の実験を説明するために、次のようにも考えられる。
「価値の大きさは金額に比例しない。金額が2倍になると、価値は2倍にはならず、2倍弱（1.6倍ぐらい）になる」
こう考えると、「2倍の金額を半分の確率で得るよりも1倍の金額を確実に得る」ことの方が利益になるとわかる。また、「損害額を2倍にしても損害の価値（マイナス値）は2倍にはならない」のであれば、2倍の損害のリスクを半分の確率で負う方が利益になる、とわかる。
このように、「価値の大きさは金額に比例しない」というモデルを取ることで、説明が可能となる。

## モデル
プロスペクト理論における意思決定基準は、価値関数と確率加重関数からなる。価値関数は一般的な経済学では効用関数に対応し、それを確率加重関数によって重みづけされた確率と掛けることで、意思決定者の期待を表す。
後にプロスペクト理論は、「累積プロスペクト理論」として拡張された。カーネマンはそこで、価値関数と確率加重関数の式を以下のように特定しており、各主要属性における価値関数と確率加重関数の積を足し合わせたものがプロスペクトの評価値である。
- 価値関数：

{\displaystyle v(x)={\begin{cases}x^{\alpha }&(x\geqq 0)\\-\lambda (-x)^{\beta }&(x<0)\end{cases}}}
x：利得(マイナスの場合損失)、α：利得に対する感度、λ：損失回避係数。人は、「利得よりも損失に過剰に反応する」ことを表現している。上の例で言えば、100万円を得ることよりも、100万円を失うリスクを避けることを優先するということ。
- 確率加重関数：

　　{\displaystyle w^{+}(p)={\frac {p^{\gamma }}{\{p^{\gamma }+(1-p)^{\gamma }\}^{1/\gamma }}}}
　　{\displaystyle w^{-}(p)={\frac {p^{\delta }}{\{p^{\delta }+(1-p)^{\delta }\}^{1/\delta }}}}
p：事象が発生する客観的な確率、γ,δ：確率に対する感度。人は、「低い確率で発生することを過大評価し、高い確率で発生することを過小評価する」という認知バイアスを表現している。例えば、飛行機が墜落する確率は非常に低いにも関わらず、過剰にそれを恐れることなどを指す。
- プロスペクトの評価値：

　　V = {\displaystyle \sum _{i=1}^{n}w_{i}(p)v_{i}(x)}
プロスペクトの評価値は、認知バイアスによって歪められた人が感じている価値と、不確実性要素の主観的な発生確率の積を、主要属性毎に足し合わせたものである。プロスペクトの評価値が高いということは単に、特定の選択肢や行動が提供する効用（満足度や幸福感など）の期待値(プロスペクト)が高いということを意味するのであって、それ自体がポジティブであるかネガティブであるかは関係ない。
累積プロスペクト理論の確率加重関数では、コルモゴロフ的な確率測度論でなく、ショケ積分が採用されている。
また、プロスペクト理論では、意思決定を「編集段階」と「評価段階」という、ふたつのフェイズに分けて考える。まず、編集段階において意思決定主体は与えられた選択肢を認識し、参照点が決定される。その後、「評価段階」において価値関数と確率加重関数を計算し、行動を決定する。